# Ojos Negros
Ojos Negros è un comune spagnolo di 545 abitanti situato nella comunità autonoma dell'Aragona.